# جون مالكوم (لاعب كريكت)
جون مالكوم (22 أبريل 1986 في المملكة المتحدة - ) هو لاعب كريكت دانمركي. شارك مع منتخب الدنمارك الوطني للكريكت. أما مع النوادي، فقد لعب مع نادي مقاطعة ليسترشاير للكريكت ‏ وLoughborough MCC University ‏.

## وصلات خارجية
- جون مالكوم على موقع إي آس بي آن كريك إنفو (الإنجليزية)